# Live at Budokan
Live at Budokan är en liveinspelning av det amerikanska progressiv metal/progressiv rock-bandet Dream Theater på arenan Budokan i Tokyo. Den spelades in den 26 april 2004 och släpptes som 3 CD'er, 2 DVD'er, 4 "12 LP-skivor och som 1 Blu-ray Disc skivbolaget Atlantic Records. CD-versionen och DVD-versionen utgavs oktober 2003. Live-DVD'n lanserades på Blu-ray 18 oktober 2011 och LP-utgåvan lanserades 18 november 2013.

## Låtlista

### CD
Disc 1
1. "As I Am" – 7:25
2. "This Dying Soul" – 11:44
3. "Beyond This Life" (w/ Zappa Jam) – 19:37
4. "Hollow Years"  – 9:18
5. "War Inside My Head" – 2:22
6. "The Test That Stumped Them All" – 5:00

Speltid: 55:26
Disc 2
1. "Endless Sacrifice" – 11:18
2. "Instrumedley" – 12:15
3. "Trial of Tears" – 13:49
4. "New Millennium" – 8:01
5. "Keyboard Solo" – 3:58
6. "Only a Matter of Time" – 7:21

Speltid: 56:42
Disc 3
1. "Goodnight Kiss" – 6:16
2. "Solitary Shell" – 5:58
3. "Stream of Consciousness" – 10:54
4. "Disappear" – 5:56
5. "Pull Me Under" – 8:38
6. "In the Name of God" – 15:49

Speltid: 53:31

### DVD
Disc 1
1. "As I Am" – 8:34
2. "This Dying Soul" – 12:12
3. "Beyond This Life" – 19:34
4. "Hollow Years" – 9:19
5. "War Inside My Head" – 2:30
6. "The Test That Stumped Them All" – 4:53
7. "Endless Sacrifice" – 11:20
8. "Instrumedley" – 12:09
9. "Trial of Tears" – 13:58
10. "New Millennium" – 7:59
11. "Keyboard solo" – 3:59
12. "Only a Matter of Time" – 7:25
13. "Goodnight Kiss" – 6:14
14. "Solitary Shell"  – 5:51
15. "Stream of Consciousness" – 10:55
16. "Disappear" – 5:55
17. "Pull Me Under" – 9:00
18. "In the Name of God" – 17:36
19. Credits – 3:11

Speltid: 02:45:38
Disc 2
Dokumentärer och extramaterial:
1. "Riding the Train of Thought: Japanese Tour Documentary" – 29:46
2. "John Petrucci – Guitar World" – 6:27
3. "Jordan Rudess – Keyboard World" – 6:43
4. "Mike Portnoy Drum Solo" – 12:08
5. "The Dream Theater Chronicles: 2004 Tour Opening Video" – 5:43
6. "Instrumedley Multiangle Bonus" – 12:03

Speltid: 01:12:53

## Medverkande
Dream Theater
- James LaBrie sång, percussion
- John Petrucci – gitarr, bakgrundssång
- Jordan Rudess – keyboard
- John Myung – basgitarr, Chapman Stick
- Mike Portnoy – trummor, bakgrundssång

Produktion
- John Petrucci, Mike Portnoy – producent
- Nigel Paul – ljudtekniker
- Jon Belec – assisterande ljudtekniker
- Kevin Shirley – ljudmix
- Howie Weinberg – mastering
- Patrick Woodward – digital redigering